# 尼古拉斯·西里
尼古拉斯·埃尔南·西里·卡尼奥（西班牙語：Nicolás Hernán Siri Cagno；2004年4月17日—），是一名乌拉圭足球运动员，场上司职前锋，目前效力于乌拉圭甲球队多瑙河。

## 俱乐部生涯
西里出自多瑙河青训。2020年9月20日，他在多瑙河2-2战平波士顿河的比赛中完成了一线队首秀。2021年3月13日，西里在多瑙河2-1战胜乌拉圭民族的比赛中打进了他的一线队首球。一周后，3月19日，他在多瑙河5-1完胜波士顿河的比赛中上演了帽子戏法。

## 国家队生涯
西里目前是一名乌拉圭青年国脚。 他曾随队出战过2019年南美U-15冠军赛。

## 个人生活
尼古拉斯·西里的队友恩佐·西里是他的哥哥。

## 生涯数据

### 俱乐部
最後更新：2021年3月19日
| 俱乐部   | 赛季     | 联赛     | 联赛 | 联赛 | 杯赛 | 杯赛 | 洲际比赛 | 洲际比赛 | 合计 | 合计 |
| 俱乐部   | 赛季     | 联赛等级 | 出场 | 进球 | 出场 | 进球 | 出场     | 进球     | 出场 | 进球 |
| -------- | -------- | -------- | ---- | ---- | ---- | ---- | -------- | -------- | ---- | ---- |
| 多瑙河   | 2020     | 乌拉圭甲 | 8    | 4    | —    | —    | —        | —        | 8    | 4    |
| 生涯合计 | 生涯合计 | 生涯合计 | 8    | 4    | 0    | 0    | 0        | 0        | 8    | 4    |